# 북키프로스 축구 국가대표팀
북키프로스 축구 국가대표팀은 북키프로스를 대표하는 축구 국가대표팀이다. 현재 FIFA와 UEFA로부터 승인받지 못한 국가들이 모여 있는 독립 축구 협회 연맹 소속이므로 FIFA 월드컵과 UEFA 유럽 축구 선수권 대회에는 참가할 수 없으며 독립 축구 협회 연맹에서 주관하는 대회에만 참가할 수 있다.

## 월드컵 기록
| 연도   | 라운드   | 순위     | 경기     | 승       | 무*      | 패       | 득점     | 실점     |
| ------ | -------- | -------- | -------- | -------- | -------- | -------- | -------- | -------- |
| 1930년 | 비회원국 | 비회원국 | 비회원국 | 비회원국 | 비회원국 | 비회원국 | 비회원국 | 비회원국 |
| 1934년 | 비회원국 | 비회원국 | 비회원국 | 비회원국 | 비회원국 | 비회원국 | 비회원국 | 비회원국 |
| 1938년 | 비회원국 | 비회원국 | 비회원국 | 비회원국 | 비회원국 | 비회원국 | 비회원국 | 비회원국 |
| 1950년 | 비회원국 | 비회원국 | 비회원국 | 비회원국 | 비회원국 | 비회원국 | 비회원국 | 비회원국 |
| 1954년 | 비회원국 | 비회원국 | 비회원국 | 비회원국 | 비회원국 | 비회원국 | 비회원국 | 비회원국 |
| 1958년 | 비회원국 | 비회원국 | 비회원국 | 비회원국 | 비회원국 | 비회원국 | 비회원국 | 비회원국 |
| 1962년 | 비회원국 | 비회원국 | 비회원국 | 비회원국 | 비회원국 | 비회원국 | 비회원국 | 비회원국 |
| 1966년 | 비회원국 | 비회원국 | 비회원국 | 비회원국 | 비회원국 | 비회원국 | 비회원국 | 비회원국 |
| 1970년 | 비회원국 | 비회원국 | 비회원국 | 비회원국 | 비회원국 | 비회원국 | 비회원국 | 비회원국 |
| 1974년 | 비회원국 | 비회원국 | 비회원국 | 비회원국 | 비회원국 | 비회원국 | 비회원국 | 비회원국 |
| 1978년 | 비회원국 | 비회원국 | 비회원국 | 비회원국 | 비회원국 | 비회원국 | 비회원국 | 비회원국 |
| 1982년 | 비회원국 | 비회원국 | 비회원국 | 비회원국 | 비회원국 | 비회원국 | 비회원국 | 비회원국 |
| 1986년 | 비회원국 | 비회원국 | 비회원국 | 비회원국 | 비회원국 | 비회원국 | 비회원국 | 비회원국 |
| 1990년 | 비회원국 | 비회원국 | 비회원국 | 비회원국 | 비회원국 | 비회원국 | 비회원국 | 비회원국 |
| 1994년 | 비회원국 | 비회원국 | 비회원국 | 비회원국 | 비회원국 | 비회원국 | 비회원국 | 비회원국 |
| 1998년 | 비회원국 | 비회원국 | 비회원국 | 비회원국 | 비회원국 | 비회원국 | 비회원국 | 비회원국 |
| 2002년 | 비회원국 | 비회원국 | 비회원국 | 비회원국 | 비회원국 | 비회원국 | 비회원국 | 비회원국 |
| 2006년 | 비회원국 | 비회원국 | 비회원국 | 비회원국 | 비회원국 | 비회원국 | 비회원국 | 비회원국 |
| 2010년 | 비회원국 | 비회원국 | 비회원국 | 비회원국 | 비회원국 | 비회원국 | 비회원국 | 비회원국 |
| 2014년 | 비회원국 | 비회원국 | 비회원국 | 비회원국 | 비회원국 | 비회원국 | 비회원국 | 비회원국 |
| 2018년 | 비회원국 | 비회원국 | 비회원국 | 비회원국 | 비회원국 | 비회원국 | 비회원국 | 비회원국 |
| 2022년 | 비회원국 | 비회원국 | 비회원국 | 비회원국 | 비회원국 | 비회원국 | 비회원국 | 비회원국 |
| 합계   |          |          |          |          |          |          |          |          |

## 역사
대표팀을 관할하는 북키프로스 터키 축구 협회(튀르키예어: Kıbrıs Türk Futbol Federasyonu, KTFF)는 1955년에 만들어졌다. 첫 경기는 1962년에 이루어졌는데 상대는 터키였다. 이는 그당시 FIFA의 사무국장이었던 헬무트 카이저 박사의 결정으로 이루어졌는데 북키프로스가 공식 경기는 제외하고 다른 축구 협회와의 경기를 펼칠 수 있다는 결정에 따른 것이었다. 1980년에는 터키 이즈미르에서 열린 토너먼트 대회에 참가하여 터키에 5-0으로 완패했고 사우디아라비아와의 경기에서는 2-0으로 패했으며 말레이시아와의 경기에서는 2-1로 이겼고 리비아와의 경기에서는 1-1로 비기면서 1승 1무 2패의 성적을 거두었다. KTFF는 2004년에 NF-보드에 가입하였다. 이후 개최한 KTFF 50주년 기념 컵대회에서 우승을 차지했고 2006년 6월에 독일 함부르크에서 열린 첫 번째 NF-보드 토너먼트인 FIFI 와일드컵에서도 잔지바르를 상대로 0-0으로 승부를 가리지 못하다가 결국은 승부차기에서 4-1로 승리를 거두면서 우승컵을 들어올렸다. 북키프로스 축구 협회는 2006년 VIVA 월드컵을 개최하려 했으나 사정이 여의치 않아 개최하지 못했고 VIVA 월드컵이 열리는 기간에 개최한 ELF 컵에서 우승을 차지하였으며 2012년 VIVA 월드컵에서는 준우승을 차지했다. 그리고 독립 축구 협회 연맹으로 넘어온 후 CONIFA 월드 풋볼컵에는 2번 참가하여 2018년 대회에서 준우승의 성과를 거두었고 CONIFA 유러피언컵에도 3번 출전하여 마찬가지로 2회 연속 준우승을 차지했다.

## VIVA 월드컵기록
- 2006년 ~ 2010년 - 불참
- 2012년  - 준우승

## CONIFA 월드 풋볼컵 기록
- 2014년: 불참
- 2016년:  3위
- 2018년: 준우승

## CONIFA 유러피언컵 기록
- 2015년: 불참
- 2017년: 준우승
- 2019년: 준우승

## FIFI 와일드컵기록
- 2006년: 우승

## ELF 컵기록
- 2006년: 우승